# Alf Nyberg
Alf Nyberg var en norsk bokser som boksede for Kristiania Atletklub.
Han vandt en guldmedalje i vægtklassen fjervægt i NM 1922.